# Jakob Johann von Igelström

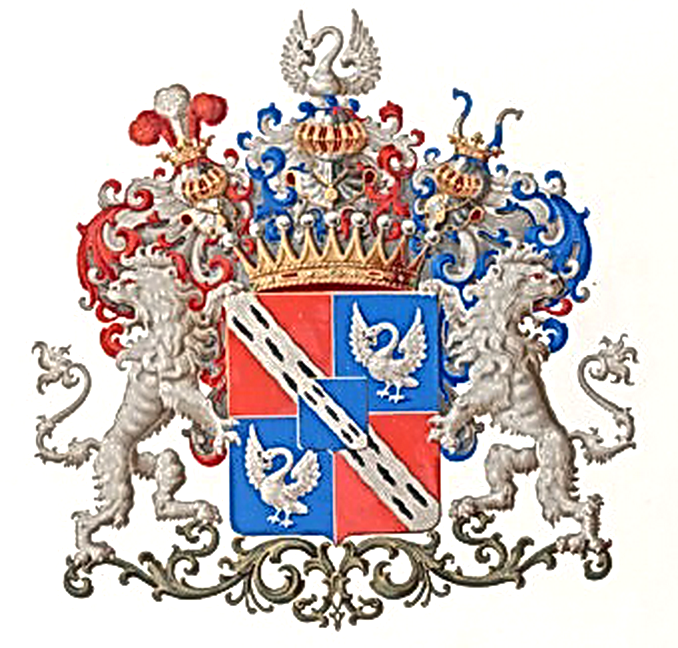
Wappen der Grafen von Igelström

Graf Jakob Johann von Igelström (* 19. Juli 1735 in Kerrafer; † 14. Februar 1804 in Sankt Petersburg) war ein schwedisch-baltischer Freiherr und Kammerherr, dessen Familie 1792 in den Reichsgrafenstand erhoben wurde.

## Geschichte
Der Gutsbesitzer der livländischen Güter Ülzen (seit 1773), Pölcks (1786–1794) und Schwanenburg (seit 1797) setzte sich für die Landwirte seiner Ländereien ab 1802 für eine begrenzte Freiheit und Land in Erbpacht ein. Er war im Dienstgrad eines Oberstleutnants römisch-kaiserlicher Vizekämmerer und Kammerherr am kaiserlich russischen Hof.

## Herkunft und Familie
Jakob Johann v. I. stammte aus dem, seit ungefähr 1600 ansässigen, schwedischen Adelsgeschlecht von Igelström. Sein Vater war der Landmarschall Gustav Heinrich von Igelström (1695–1771), der mit Margarethe von Albedyll verheiratet war. Sein Bruder war der kaiserlich-russische General der Infanterie Otto Heinrich von Igelström (1737–1823). Jakob Johann heiratete 1773 Sophie Elisabeth von Lieven (* 1756 in Mitau; † 1793 in Leipzig).

### Gustav Otto Andreas von Igelström
Ihr Sohn war Gustav Otto Andreas Graf von Igelström (* 1777; † 1801 in Leipzig), der als Major in der kaiserlich-russischen Armee diente und 1801 in Leipzig unverheiratet verstarb. Er war Schriftsteller und verfasste unter anderen das Werk „Von dem Einflusse des Studiums der Naturgeschichte auf Staatskenntnisse und bürgerliche Glückseligkeit“. Ein langjähriger Lebensbegleiter und Lehrer war Johann Gottfried Seume (1763–1810).